# Dendrophthoe pentapetala
Dendrophthoe pentapetala är en tvåhjärtbladig växtart som först beskrevs av William Roxburgh, och fick sitt nu gällande namn av George Don jr. Dendrophthoe pentapetala ingår i släktet Dendrophthoe och familjen Loranthaceae. Inga underarter finns listade i Catalogue of Life.